# رشته‌خشکار

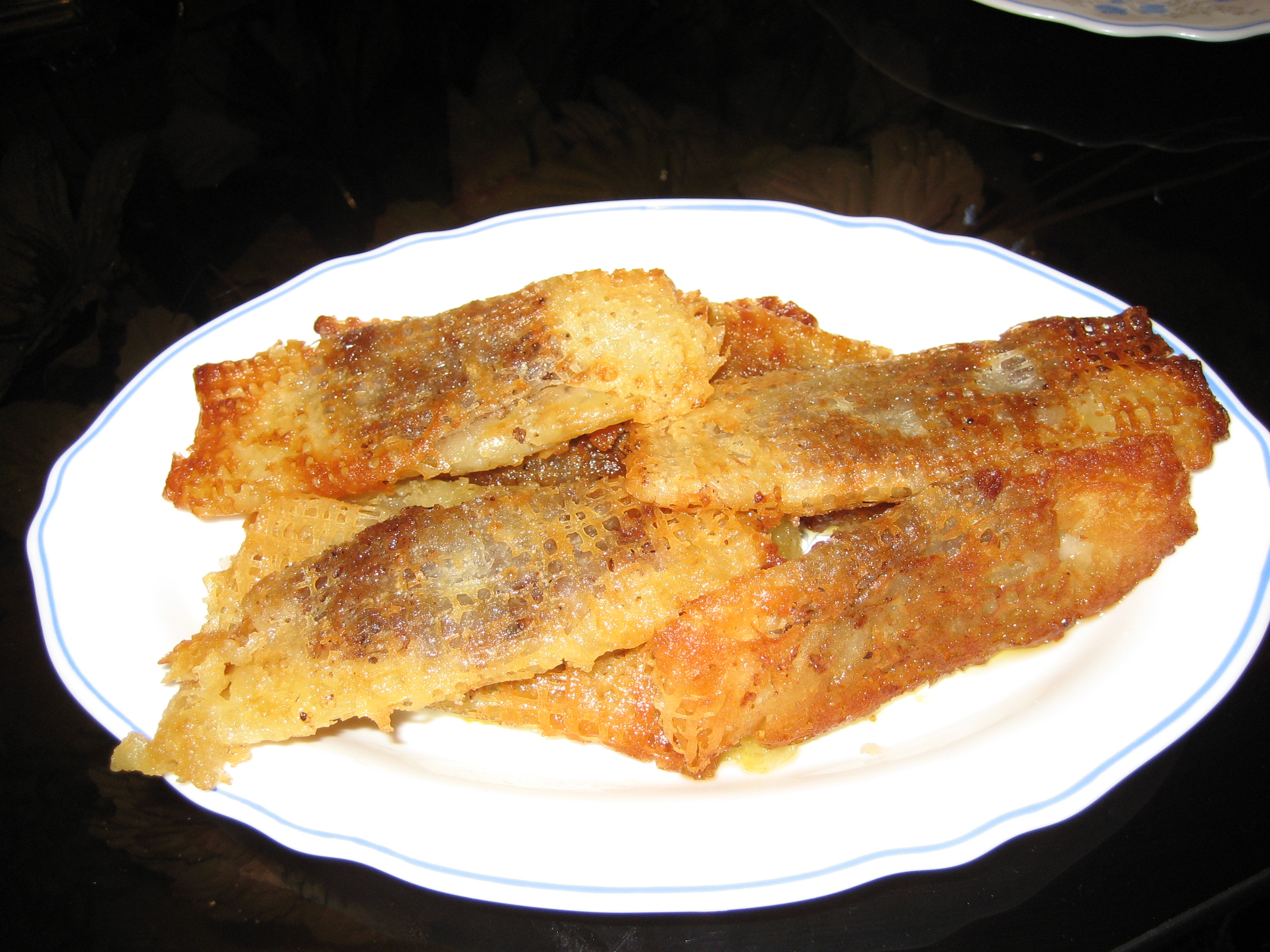
رشته‌خوشکار تفت‌داده و آماده مصرف.

رشته‌خُشکار یا رشته‌خوشکار شیرینی سنتی گیلانی است. این شیرینی به عنوان شیرینی ویژهٔ ماه رمضان نیز مورد استفاده قرار می‌گیرد که در گیلان و به‌ویژه در رشت برای افطار آماده می‌شود نام این شیرینی از شکل این شیرینی که رشته‌گونه است گرفته شده
در تهران نیز در مراکزی خاص به ویژه در ماه رمضان این شیرینی تهیه می‌شود.
محتویات اصلی آن آرد برنج، شکر، مغز گردو و ادویه‌جات معطر نظیر هل و دارچین است.
رشته‌خشکار بر روی یک سینی که از مس با خلوص بالا و داغ آماده می‌شود و پس از تحویل به مشتری باید آن را در خانه با کمی کره یا روغن تفت داد. سپس آن را در شربتی درست شده از آب، شکر، دارچین و هل (تقریباً شبیه به شربت زولبیا و بامیه) قرار داده و پس از چند ثانیه و شیرین شدن، قابل صرف است.
رشته شامل آرد برنج است که با وسایلی خاص و به‌وسیلهٔ سینی مسی گرم و شانهٔ مخصوص این کار که از برنج ساخته می‌شود به نام قیف یا شانهٔ مخصوص رشته‌ریزی گفته می‌شود، تهیه می‌گردد. خشکار علاوه بر این دارای محتویاتی داخلی است که در داخل شکم آن در هنگام تهیه قرار داده می‌شود.
رشته‌خشکار به دلیل برخورداری از گلوکز و پروتئین گیاهی موجود در مغز گردو بسیار نیروبخش است.

## رشته خشکار چند روز در یخچال می‌ماند؟

### 1. ماندگاری رشته خشکار (سرخ نشده)
رشته خشکاری که خریداری می کنید و هنوز سرخ نشده است را می توان تا 7 روز در یخچال نگهداری کرد اما در این حالتم بهترین زمان مصرف برای حداکثر لذت بردن از طعم و مزه رشته خشکار این است که بین 3 تا 5 روز آن را استفاده کنید.

### 2. ماندگاری رشته خشکار سرخ شده
رشته خوشکار آماده شده (سرخ شده و شربت‌زده) را می‌توان در ظرف دربسته و در یخچال نگهداری کرد. در این شرایط، ماندگاری آن 5 روز است. هرچند تا 7 روز هم رشته خشکار را می توان در یخچال نگهداری کرد اما برای حفظ بهترین کیفیت و طعم، توصیه می‌شود بین 3 تا 5 روز استفاده شود.

## روش نگهداری بلند مدت رشته خشکار
بهترین روش برای نگهداری طولانی‌ مدت رشته خشکار، نگهداری آن به صورت آماده نشده (فقط رشته‌های پیچیده شده با مغز، بدون سرخ شدن و شربت زدن) است. در این حالت، می‌توانید آن را به مدت حدود 1 تا 2 ماه در فریزر نگهداری کنید. برای مصرف، کافیست آن را از فریزر خارج کرده، بگذارید کمی از حالت انجماد خارج شود (نیازی به یخ‌زدایی کامل نیست)، سپس سرخ کرده و در شربت بزنید. همچنین بهتر است رشته خشکار در ظرف های مناسب فریزر قرار دهید تا کیفیت آن افت نکند.

## میراث فرهنگی
رشته و خُشکار یکی از شیرینی‌های محلی گیلان است که قدمت پخت آن در گیلان به بیش از ۳۰۰ سال می‌رسد و مهارت سنتی تهیه آن به شماره ۲۳۹۹ در فهرست ملی میراث‌فرهنگی ناملموس در تاریخ ۱۳۹۹/۱۲/۲۴ به ثبت رسیده است.
میراث فرهنگی ناملموس به تولیدات و فرایندهای فرهنگی گفته می‌شود که با گذشت زمان و از نسل‌های پیشین باقی مانده‌اند و شکل‌هایی از فرهنگ به‌شمار می‌روند که که قابل ثبت و ضبط هستند ولی ملموس نبوده و قابلیت ذخیره در محل فیزیکی مانند موزه را ندارند ولی از طریق ابزارها و وسایلی که در آن‌ها به‌کار رفته‌اند قابل تجربه‌کردن هستند. این وسایل فرهنگی توسط سازمان ملل متحد گنجینه‌های بشری نامیده شده است.